# Jori Lehterä
Jori Jonatan Lehterä (Lempäälä, 23 dicembre 1987) è un hockeista su ghiaccio finlandese. Ha giocato come centro per diverse squadre tra cui il Sibir Novosibirsk e il Lokomotiv Yaroslavl in Russia e gli St. Louis Blues in NHL. 

## Palmarès

### Olimpiadi invernali
- Bronzo a Soči 2014

### Campionati mondiali
- Argento a Bielorussia 2014